# Mono (groupe japonais)
Pour les articles homonymes, voir Mono.
Mono, stylisé MONO, est un groupe de post-rock japonais, originaire de Tokyo. Tous leurs morceaux sont instrumentaux, et d'une façon générale basés sur des mélodies à la guitare. Le piano et des instruments à cordes apparaissent cependant sur quelques-uns de leurs morceaux, souvent de longs mouvements gorgés d'émotions brutes, tout en introspection, explosant lors de ruptures parfois sauvages mais toujours dominées par les instruments.
Mono compte neuf albums studio. Le groupe passe ses débuts entre 1999 et 2003, à tourner en Asie, en Europe, et en Amérique sans discontinuer, et publie à cette période deux albums, Under the Pipal Tree (2001), et One Step More and You Die (2002) aux labels Tzadik Records, et Music Mine Inc., respectivement. Entre 2004 et 2007, Mono signe chez Temporary Residence Limited, publie deux autres albums, Walking Cloud and Deep Red Sky, Flag Fluttered and the Sun Shined (2004) et You Are There (2006), et tourne à l'international. En 2008, le groupe fait une pause, retournant un an plus tard, sur un nouvel album, Hymn to the Immortal Wind (2009), également publié chez Temporary Residence Limited.

## Biographie

### Débuts (1999–2000)
En janvier 1999, le guitariste Takaakira « Taka » Goto compose sa propre musique, et passe le restant de l'année à chercher des musiciens pour former un groupe de rock instrumental ; finalement, il recrute son vieil ami et guitariste Hideki « Yoda » Suematsu à la guitare rythmique. Vers décembre 1999, Tamaki Kunishi et Yasunori Takada rejoignent Mono à la basse et à la batterie, respectivement. Le groupe joue son premier concert en 2000, au Club 251 de Setagaya, à Tokyo. En mai 2000, le groupe entre au Rinky Dink Studio de Tokyo, et enregistre son premier EP aux côtés des ingénieurs-son Tetsuya Morioka et Toshiro Kai, qui est plus tard publié en septembre 2000 : une sortie japonaise intitulée Hey, You sur leur propre label indépendant, Forty-4. Le groupe compose ensuite fréquemment et passe son temps à jouer à Tokyo, dans les quartiers de Setagaya, Shimokitazawa, et Shibuya. Mono voyage aussi jusqu'aux États-Unis pour jouer en novembre au Mercury Lounge de New York ; un concert plus tard décrit par Paul Wheeler de rockofjapan.com de « naturel » et grandiose.

### Premiers albums (2001–2005)
Après la sortie de Hey, You, Mono passe l'année suivante à tourner au Japon, et en concert à New York et en Suède. Le groupe fait aussi une apparition au South by Southwest d'Austin, au Texas. Pendant leur performance au Japon, Mono enregistre son premier album, Under the Pipal Tree au Studio Take-1 et Forty-4 de Tokyo. La majeure partie des chansons sont enregistrées en live en une journée.
Après la sortie de Under the Pipal Tree, le groupe tourne de nouveau au Japon et aux États-Unis, visitant aussi l'Allemagne et Taïwan en soutien à l'album, et composant de nouvelles chansons pendant la tournée. En juin 2002, le groupe enregistre son deuxième album, One Step More and You Die aux Little Bach et Sound City Studios de Tokyo, s'occupant même de la production. L'album est publié en octobre 2002 au Japon au label Music Mine Inc. Le groupe passe l'année 2003 à tourner en soutien à l'album, retournant au Japon, aux US, en Suède, et visitant le Canada, la Suisse, la Belgique, la Hongrie, les Pays-Bas, la France, et Royaume-Uni.
Le prochain album de Mono est une collaboration avec le musicien japonais Aki Onda ;  pour qui le groupe a tourné à New York en 2002. Le groupe, Onda, et d'autre groupes notables de la scène musical expérimentale new-yorkaise (comme DJ Olive, Jackie-O Motherfucker, et Loren Connors) remixent One Step More and You Die. L'album, intitulé New York Soundtracks, est publié en février 2004 chez Human Highway, le label de Mono et successeur de Forty-4.
En janvier 2004, le groupe se lance dans un long partenariat avec le producteur américain Steve Albini, enregistrant un troisième album au Electrical Audio Engineering de Chicago, dans l'Illinois. L'album, intitulé Walking Cloud and Deep Red Sky, Flag Fluttered and the Sun Shined, est publié en avril 2004 chez Human Highway au Japon,, en Europe chez Rykodisk, et aux US chez Temporary Residence Limited plus tard dans l'année.

### You Are There(2005–2007)

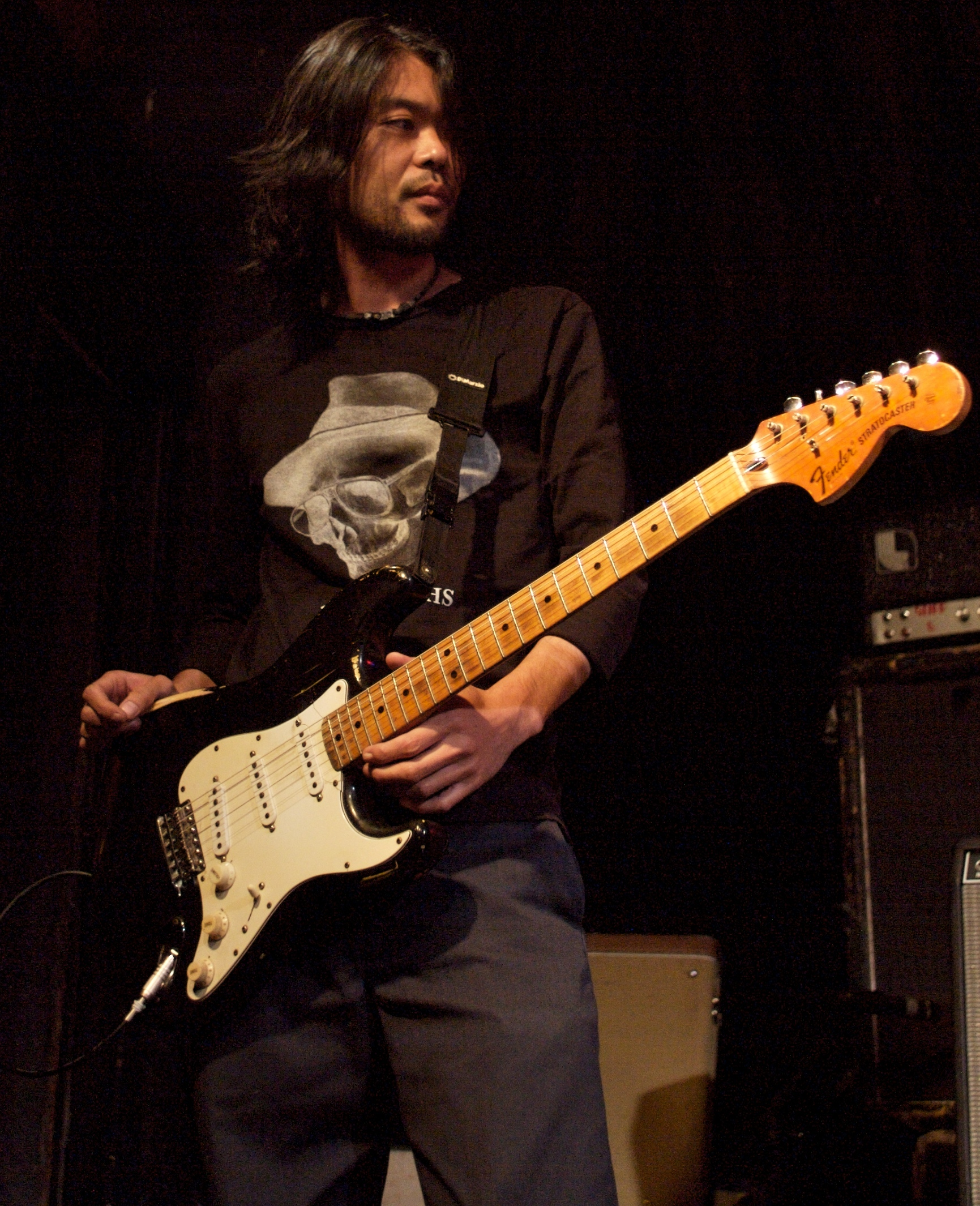
Yoda, en 2007.

Le groupe joue en 2005 en Asie, Amérique, et en Europe, puis revient au Electrical Audio Engineering entre février et septembre pour un quatrième studio album avec Steve Albini. L'album, intitulé You Are There, est publié au Japon en mars 2006 chez Human Highway, et chez Temporary Residence Limited aux US et en Europe. Mono collabore aussi avec World's End Girlfriend en 2005, publiant un split en décembre la même année chez Human Highway.
Mono passe les années 2006 et 2007 en tournée en soutien à You Are There. En octobre 2006, le groupe revient au Electrical Audio Engineering et enregistre un EP quatre titres, qui est publié en avril 2007 pour la série de Temporary Residence Limited intitulée The Phoenix Tree. En novembre 2006, le groupe publie un EP intitulé Memorie dal Futuro chez Vinyl Films, et contribue aussi à la compilation Thankful publiée chez Temporary Residence Limited. En septembre 2007, le groupe publie sa première compilation, Gone: A Collection of EPs 2000–2007, et un DVD documentaire, The Sky Remains the Same as Ever.

### Hymn to the Immortal Wind(2008–2011)
En 2008, le groupe arrête de tourner, jouant quelques concerts, apparaissant même au All Tomorrow's Parties à Somerset, en Angleterre, avec Explosions in the Sky en mai. Mono retourne au Electrical Audio Engineering en juin et en novembre 2008 pour enregistrer un cinquième album, Hymn to the Immortal Wind, publié en mars 2009. Le groupe joue à la célébration du dixième anniversaire de la Society for Ethical Culture Hall de New York, le 8 mai 2009, accompagné de le Wordless Music Orchestra. La performance est enregistrée et publiée comme album live, Holy Ground: NYC Live With The Wordless Music Orchestra, chez Temporary Residence Limited en Europe et en Amérique, et Human Highway en Asie.

### For My Parents(2012–2015)
Mono passe le début de l'année 2012 à enregistrer un nouvel album aux Waterfront Studios d'Hudson, à New York, avec l'ingénieur Henry Hirsch, et le Wordless Music Orchestra. L'album est mixé par Fred Weaver dans son studio, Apocalypse the Apocalypse, de Clearfield, en Pennsylvanie. For My Parents est le premier album de MONO en huit ans à ne pas être enregistré par Steve Albini aux Electrical Audio Studios de Chicago. For My Parents est publié le 4 septembre 2012 chez Temporary Residence Limited.
Mono publie un double-album le 24 octobre 2014 : The Last Dawn et Rays of Darkness.

### Requiem for Hell(depuis 2016)
Mono annonce l'album Requiem for Hell le 19 juillet 2016, leur neuvième album. Il voit réapparaitre les instruments à cordes.

## Membres
- Takaakira Goto - guitare solo, glockenspiel
- Tamaki Kunishi - basse, guitare, piano, glockenspiel
- Dahm Majuri Cipolla - batterie, synthétiseur, glockenspiel
- Hideki Suematsu - guitare rythmique, glockenspiel

## Discographie
- 2001 : Under the Pipal Tree
- 2002 : One Step More and You Die
- 2004 : Walking Cloud and Deep Red Sky, Flag Fluttered and the Sun Shined (produit par Steve Albini)
- 2005 : Palmless Prayer / Mass Murder Refrain (en collaboration avec World's End Girlfriend)
- 2006 : You Are There (produit par Steve Albini)
- 2009 : Hymn to The immortal Wind (produit par Steve Albini)
- 2012 : For My Parents
- 2014 : The Last Dawn
- 2014 : Rays of Darkness
- 2016 : Requiem for Hell
- 2019 : Nowhere Now Here
- 2021 : Pilgrimage of the Soul
- 2024 : Oath

### EP
- 2000 : Hey, You (EP)
- 2006 : Memorie dal futuro
- 2007 : The Phoenix Tree
- 2022 : Scarlet Holliday

### Albums live
- 2007 : Gone: A Collection of EPs 2000-2007
- 2010 : Holy Ground: NYC Live (avec The Wordless Music Orchestra)

### Album remix
- 2004 : New York Soundtracks (album remix de One Step More and You Die)